# شارلوته هوغ
شارلوته هوغ (بالإنجليزية: Charlotte Hogg)‏ هي اقتصادية بريطانية، ولدت في 26 أغسطس 1970 في لندن في المملكة المتحدة.